# Bishop's Waltham
Bishop's Waltham è una frazione di 6 550 abitanti della città di Winchester nella contea dell'Hampshire, in Inghilterra.